# Milovan Jakšić
Milovan Jakšić, (nell'alfabeto cirillico serbo Mилoвaн Jaкшић) (Kolašin, 21 settembre 1909 – Alessandria d'Egitto, 25 dicembre 1953), è stato un calciatore jugoslavo.

## Carriera
In carriera, Jakšić giocò per il BASK Belgrado, lo Slavia Praga e il SK Ljubljana.
Fu anche il portiere della Nazionale jugoslava ai Mondiali 1930.
Dopo il ritiro come calciatore divenne direttore tecnico e morì nel 1953 durante un viaggio in Egitto.